# مارتن فان ليوين
مارتن فان ليوين (بالهولندية: Martin van Leeuwen)‏ (21 نوفمبر 1981 لايدن هولندا - ) هو لاعب كرة قدم هولندي، يلعب كمدافع، ولعب 40 مباراة.

## مسيرته

### مسيرته مع الأندية
- 2002 - 2004 لعب مع سبارتا روتردام 40 مباراة.